# تشوش ذهني بعد انقطاع الطمث
التشوش الذهني بعد انقطاع الطمث (بالإنجليزية: postmenopausal confusion) ، والذي يُشار إليه أيضًا بضباب الدماغ المرتبط بانقطاع الطمث، هو مجموعة من الأعراض التي تعاني منها النساء حيث تزداد مشكلات الإدراك والتفكير لديهن بشكل ملحوظ خلال مرحلة ما بعد انقطاع الطمث مقارنةً بما قبلها.
وقد أظهرت العديد من الدراسات التي تناولت تقييم الأداء المعرفي بعد انقطاع الطمث، وجود تراجع ملحوظ في الوظائف الإدراكية لدى أكثر من 60% من النساء المشاركات في هذه الدراسات. وكانت الأعراض الشائعة تشمل: بطء في سرعة الاستجابة وضعف في التركيز، وصعوبة في تذكر الأرقام أو الكلمات، بالإضافة إلى نسيان الأسباب التي دفعت إلى القيام بسلوك معين.
كما أظهرت الدراسات وجود علاقة واضحة بين شكاوى النساء الذاتية حول تراجع قدراتهن المعرفية وبين القياسات الموضوعية لأدائهن العقلي، مما يعكس تأثيراً كبيراً على جودة الحياة المرتبطة بالصحة لدى النساء بعد انقطاع الطمث.
يتركز العلاج أساساً على إدارة الأعراض من خلال استراتيجيات غير دوائية، ومنها: ممارسة النشاط البدني المنتظم واتباع نظام غذائي خاضع للإشراف الطبي، خاصة الأنظمة التي تحتوي على مركبات الإستروجين النباتي أو الريسفيراترول.
أما بالنسبة للعلاجات الدوائية، فلا تزال الأبحاث مستمرة لتقييم فعاليتها في علاج التشوش الذهني بعد انقطاع الطمث، ويُشار إلى أن العلاج باستخدام الهرمونات البديلة غير معتمد حالياً كعلاج لهذه الحالة بسبب عدم فعاليته في هذا السياق. ومع ذلك، فإن استخدام العلاج الهرموني التعويضي ضمن الاستطبابات المعتمدة لم يُظهر أي تأثير سلبي ملحوظ على الوظائف الإدراكية بعد انقطاع الطمث.
وجدير بالذكر أن معظم الأدبيات العلمية تركز على النساء، إلا أن جميع الأشخاص الذين يمرون بتجربة انقطاع الطمث، بمن فيهم من لا يعرّفون أنفسهم كنساء، قد يعانون من أعراض التشوش الذهني المرتبط بهذه المرحلة.

## تاريخ
انخفض حجم الأبحاث المتعلقة بمرحلة انقطاع الطمث ككل بعد انتهاء دراسات مبادرة الصحة النسائية، إلا أن الأبحاث الخاصة بعلاج الأعراض المصاحبة لانقطاع الطمث — وبشكل خاص تلك المتعلقة بتدهور القدرات المعرفية — لا تزال مستمرة حتى الآن.
وتُعد دراسة صحة المرأة عبر الولايات المتحدة، التي انطلقت لأول مرة في عام 1996، من الدراسات التي ما زالت تنشر تقارير دورية تتضمن متابعة الأعراض المعرفية المرتبطة بمرحلة الانتقال إلى انقطاع الطمث، بما في ذلك الأعراض التي تظهر خلال فترة ما بعد انقطاع الطمث.
وحتى عام 2019، أوضحت الدراسة أن: "حوالي 60% من النساء في منتصف العمر يُبلغن عن مشكلات في الذاكرة أثناء مرحلة الانتقال إلى انقطاع الطمث، إلا أن الدراسات التي تقيس الأداء المعرفي الفعلي خلال هذه المرحلة نادرة."
وعلى الرغم من وجود ارتباطات متعددة بين مستويات الهرمونات في فترة ما بعد انقطاع الطمث وبين الوظائف المعرفية، فقد ثبت أن العلاجات الهرمونية التعويضية — والتي كانت تعتمد سابقاً على مركبات الإستروجين — غير فعالة في علاج حالة التشوش الذهني المرتبطة بفترة ما بعد انقطاع الطمث تحديداً.
كما أن استخدام العلاجات الهرمونية التعويضية، والذي كان يُعتقد سابقاً أنه قد يؤدي إلى تدهور في القدرات المعرفية لدى النساء بعد انقطاع الطمث، قد أظهرت الدراسات الحديثة عدم وجود تأثير سلبي عند استخدامها بالشكل الصحيح وفي نطاق الاستطبابات المعتمدة.
ولا توجد حتى الآن دراسات قاطعة تدعم فعالية أي من العلاجات الدوائية في هذا المجال، ولكن لا يزال البحث جارياً حول عدد من الأدوية المرشحة المحتملة.

## عرض
انقطاع الطمث هو تراجع طبيعي في وظيفة المبيض لدى النساء اللواتي تتراوح أعمارهن بين 45 و54 عامًا. وتشير التقديرات إلى أن حوالي 25 مليون امرأة يمررن بمرحلة انقطاع الطمث سنويًا على مستوى العالم، ومن المتوقع أنه بحلول عام 2030 سيصل عدد النساء في مرحلة انقطاع الطمث وما بعده إلى 1.2 مليار امرأة، مع دخول 47 مليون امرأة جديدة إلى هذه المرحلة سنويًا.
تبدأ مرحلة ما بعد انقطاع الطمث مباشرة بعد مرور عام كامل على آخر دورة شهرية.
وغالبًا ما تظهر حالة التشوش الذهني المرتبطة بمرحلة ما بعد انقطاع الطمث من خلال مجموعة من الأعراض الإدراكية، وتشمل: مشكلات في الذاكرة، النسيان، وضعف التركيز.
وفي حال ظهور التشوش الذهني بدون سبب واضح آخر، وتزامنه مع بداية مرحلة ما بعد انقطاع الطمث، فقد يكون ذلك ناتجًا عن التشوش الذهني المرتبط بمرحلة ما بعد انقطاع الطمث.

## أسباب

### عوامل الخطر

#### ارتفاع ضغط الدم
أشارت مراجعة بحثية نُشرت عام 2019 إلى أن ارتفاع ضغط الدم وسجل الإصابة بمقدمات تسمم الحمل يُعدّان من عوامل الخطر المهمة التي تسهم في تسارع تدهور الوظائف المعرفية لدى النساء خلال منتصف العمر. وعلى الرغم من أن الآلية المرضية وراء ذلك لا تزال غير واضحة بالكامل، إلا أن الدراسات التي استخدمت تقنيات تصوير الدماغ أظهرت وجود تغييرات تركيبية واضحة في أدمغة النساء المصابات بارتفاع ضغط الدم؛ حيث لوحظ انخفاض في حجم المادة الرمادية وزيادة في حجم فرط كثافة المادة البيضاء.

#### تصلب الشرايين والأمراض المصاحبة
يُعد تصلب الشرايين، بالإضافة إلى الأمراض المصاحبة مثل ارتفاع نسبة الدهون في الدم وداء السكري، من عوامل الخطر المعروفة لتدهور الوظائف المعرفية، نظرًا لقدرتها على تعزيز تكوّن لويحات شيخوخية، وهي تراكمات من طي بروتينات خاطئة التركيب وضارة، داخل أنسجة الدماغ.

#### أرق
تعاني العديد من النساء بعد انقطاع الطمث من الأرق. وقد أظهرت الدراسات وجود علاقة بين تدني جودة النوم وتدهور الوظائف المعرفية؛ حيث أفادت النساء اللاتي يعانين من قلة النوم أو صعوبة في بدء النوم أو الاستمرار فيه، بانخفاض أدائهن في القدرات الإدراكية، بما في ذلك ضعف الذاكرة اللفظية، وتراجع مستوى الانتباه، وضعف القدرات المعرفية العامة.

#### اكتئاب
توجد أدلة علمية تربط بين الإصابة بالاكتئاب وتدهور الوظائف المعرفية لدى النساء بعد انقطاع الطمث. وتشير الأبحاث إلى أن ارتفاع مستويات هرمون الكورتيزول الناتج عن نوبات الاكتئاب قد يؤثر سلباً على قرن آمون، وهو الجزء المسؤول عن الذاكرة العرضية في الدماغ. كما بيّنت الدراسات وجود ارتباط بين الاكتئاب وتراجع الأداء المعرفي، خاصة في سرعة معالجة المعلومات، الذاكرة اللفظية، والذاكرة العاملة.

#### هبّات ساخنة
أظهرت الدراسات وجود علاقة بين تكرار نوبات الهبّات الساخنة لدى النساء بعد انقطاع الطمث وبين ضعف الأداء في مهام الذاكرة اللفظية. ويُعتقد أن سرعة تدفق الدم داخل الدماغ، أو ارتفاع مستويات هرمون الكورتيزول الناتج عن الهبّات الساخنة، قد يؤديان إلى تغييرات في تركيبة الدماغ تؤثر على معالجة المعلومات وتخزينها في الذاكرة.

#### انقطاع الطمث الجراحي
أشارت مراجعة منهجية وتحليل تجميعي نُشرا في عام 2019 إلى أن انقطاع الطمث الناتج عن التدخل الجراحي، خاصة عند إجرائه في سن 45 عامًا أو أقل، يُعد عامل خطر كبير للإصابة بتدهور معرفي وخرف الشيخوخة.

#### إجراءات قلبية

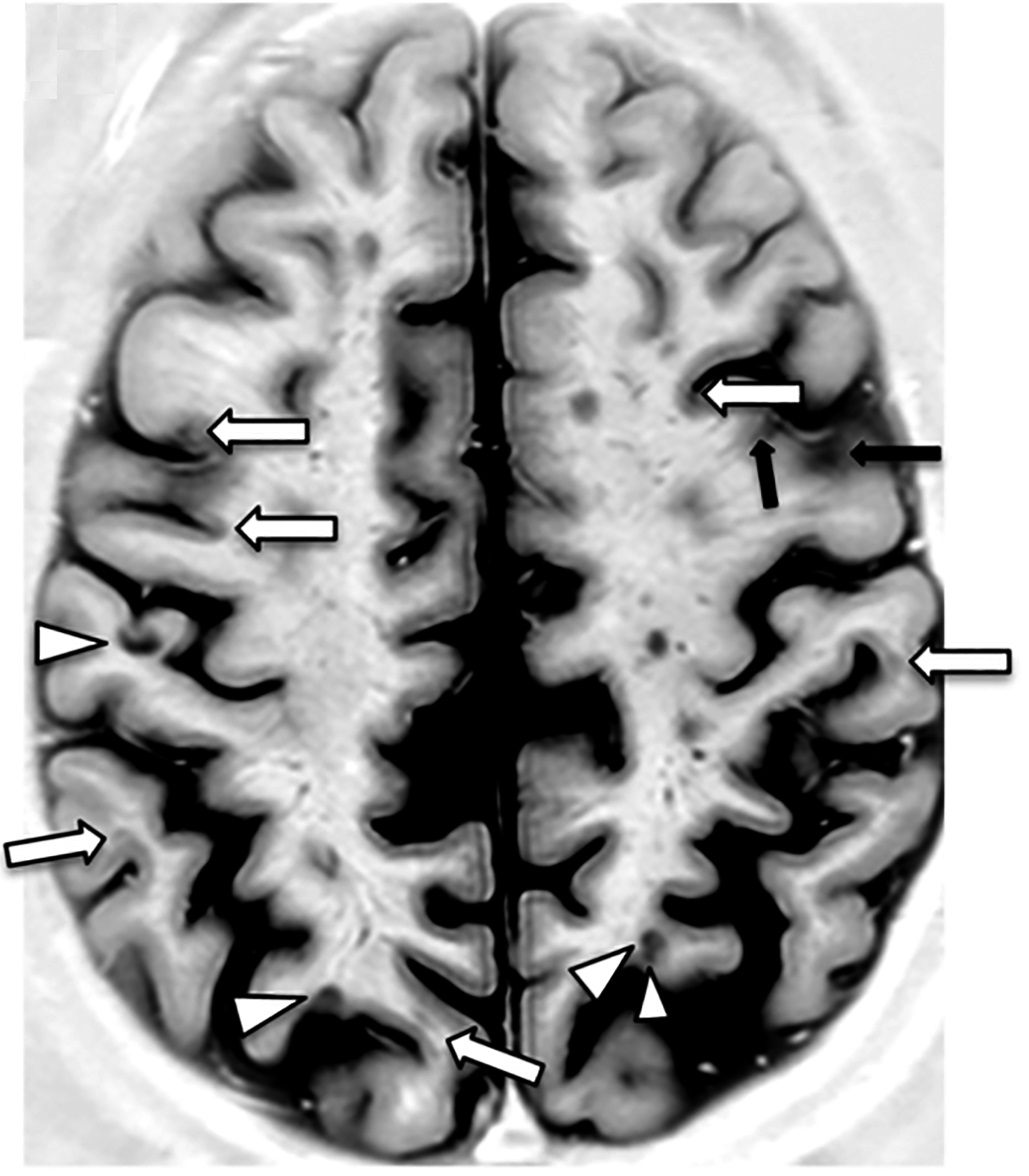
الآفات في الدماغ كما هو موضح بالأسهم.

أظهرت الدراسات أن بعض الإجراءات القلبية، مثل القسطرة التشخيصية أو العلاجية للشرايين الدماغية والتاجية، وجراحة فتح مجري جانبي للشريان التاجي، واستبدال الصمام الأبهري جراحيًا أو استبدال الصمام الأبهري عبر الجلد، ترتبط بزيادة خطر الإصابة بتدهور معرفي لدى النساء، حيث تبين أن هذه الإجراءات قد تؤدي إلى زيادة معدل حدوث آفات دماغية.

## آلية
آلية حدوث التشوش الذهني المرتبط بمرحلة ما بعد انقطاع الطمث غير مفهومة بشكل كامل، وذلك بسبب التغيرات الفسيولوجية المصاحبة لعملية التقدم في العمر، بالإضافة إلى وجود تشخيصات تفريقية قد تظهر بأعراض مشابهة. ولا تزال الأبحاث جارية في هذا المجال.

## علاج

### نظرة عامة
هناك اعتبارات علاجية دوائية وغير دوائية لتحسين أعراض التشوش الذهني المرتبط بمرحلة ما بعد انقطاع الطمث. وحتى الآن، لا توجد أدوية معتمدة لعلاج هذه الحالة بشكل محدد، إلا أن الأبحاث لا تزال مستمرة. وتُستخدم الاستراتيجيات غير الدوائية في السيطرة على أعراض التشوش الذهني خلال هذه المرحلة، مع التركيز على النظام الغذائي وممارسة النشاط البدني.

### علاج دوائي

#### علاج هرموني
العلاج الهرموني، والذي يُعرف أيضًا بالعلاج بالإستروجين، كان يُستخدم سابقًا كخيار علاجي شائع للارتباك الذهني المرتبط بمرحلة ما بعد انقطاع الطمث. ومع ذلك، أشارت أبحاث حديثة إلى أن العلاج الهرموني لا يُعد علاجًا فعالًا لأعراض القصور المعرفي خلال هذه المرحلة.
وقد لخصت مراجعة منهجية أجراها مركز كوكرين عام 2008 شملت 16 تجربة سريرية إلى أن هناك أدلة تشير إلى أن العلاج التعويضي بالهرمونات لا يستطيع الوقاية من تدهور الوظائف المعرفية أو المحافظة عليها لدى النساء السليمات بعد انقطاع الطمث سواء تم إعطاؤه لفترات قصيرة أو طويلة.
ومن ناحية أخرى، أوضحت الدراسات أن العلاج التعويضي بالهرمونات، عند استخدامه في المؤشرات العلاجية المعتمدة، من غير المرجح أن يكون له تأثيرات سلبية على الوظائف المعرفية.
وكانت أبحاث سابقة قد أشارت إلى أن العلاج الهرموني يؤدي إلى زيادة تدفق الدم إلى منطقتي الحُصين والفص الصدغي، مما يساهم في تحسين أعراض التشوش الذهني بعد انقطاع الطمث. ومع ذلك، فإن الأبحاث الحديثة لم تعد تدعم هذه النتائج، كما أن الدراسات ما تزال متضاربة بشأن تأثير الإستروجين الحقيقي على حجم الحُصين، حيث أظهرت بعض الدراسات تحسنًا في الوظائف المعرفية والحفاظ على حجم الحُصين عند استخدام العلاج الهرموني خلال فترة انقطاع الطمث، بينما أظهرت دراسات أخرى غياب تأثيرات مفيدة واضحة.
وقد أظهرت الأبحاث التي ركزت على هرمون الأديبونيكتين نتائج واعدة في تطوير علاجات محتملة للارتباك الذهني بعد انقطاع الطمث؛ حيث لوحظ ارتباط بين ارتفاع مستويات الأديبونيكتين وتحسن الأداء المعرفي لدى النساء في هذه المرحلة، إلا أنه حتى الآن لم يتم اكتشاف أي محفز لمستقبلات الأديبونيكتين.

#### علاج بالمنشطات النفسية
لا تزال الأبحاث جارية حول مدى فعالية الأدوية المنشطة للجهاز العصبي مثل لسديكسامفيتامين وأتوموكستين في علاج التشوش الذهني المرتبط بمرحلة انقطاع الطمث وما بعدها.

### علاج غير دوائي

#### نظام غذائي

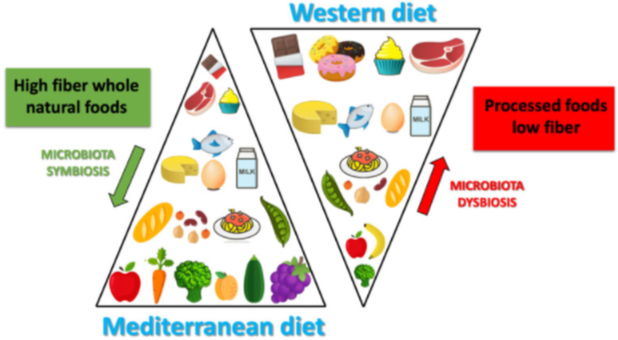
رسم توضيحي يُبيّن الفروقات بين النِّظام الغذائي الغربي والنِّظام الغذائي المتوسطي.

يُعد النظام الغذائي الصحي من أهم العوامل التي تساهم في المحافظة على الصحة المعرفية. وقد أظهرت الدراسات أن حمية البحر الأبيض المتوسط ، الذي يتميز بانخفاض نسبة الدهون المشبعة وارتفاع استهلاك الزيوت النباتية، له دور إيجابي في تحسين بعض جوانب الوظائف المعرفية.
ويعتمد هذا النظام على تقليل تناول الحلويات والبيض، وتناول كميات معتدلة من اللحوم والأسماك ومنتجات الألبان والنبيذ الأحمر، وزيادة استهلاك الخضراوات الورقية والبقوليات والمكسرات والفواكه والحبوب وزيت الزيتون البكر الممتاز المعصور على البارد.
وأظهرت دراسات إضافية أن اتباع النظام الغذائي المتوسطي مع زيت الزيتون البكر الممتاز يؤدي إلى تحسن أكبر في الإدراك والذاكرة مقارنة بالنظام الغذائي المتوسطي المدعوم بالمكسرات.

#### مكملات غذائية
أظهرت مركبات الايزوفلافون الصويا، وهي نوع من المركبات النباتية الشبيهة بالإستروجين، والتي توجد في فول الصويا والفواكه والمكسرات، تحسنًا في الوظائف المعرفية لدى النساء حديثات الدخول في مرحلة ما بعد انقطاع الطمث (أقل من عشر سنوات). وتشير هذه النتائج إلى أن بدء تناول الايسوفلافونات خلال هذه المرحلة العمرية قد يكون له تأثير علاجي محتمل. ولم تظهر الدراسات أي دلائل على وجود أضرار مع استخدام جرعات الايسوفلافون التي خضعت للتجارب.
كما سلطت تحاليل دراسات سريرية محكمة الضوء على نبات الكوهوش الأسود ونبتة البرسيم الأحمر (كلاهما يحتويان على إستروجين نباتي) وإمكانية استخدامها كعلاج لأعراض انقطاع الطمث. ولم تظهر الدراسات دلائل على خطورة الكوهوش الأسود، ولكن عدم كفاية الأدلة لا يسمح بالحكم على سلامته بشكل قاطع. كما أن النتائج العامة لم تثبت وجود أي فوائد معرفية لهذه العلاجات العشبية.
أما مركب الريسفيراترول، وهو مركب حيوي مشتق من النباتات، فقد أظهر فعالية في تحسين الأداء المعرفي لدى النساء بعد انقطاع الطمث، ولا تزال الدراسات تتابع تأثيراته المحتملة في المراحل المبكرة والمتأخرة من ما بعد انقطاع الطمث.
وأظهرت دراسات أخرى أن تناول مكملات الجنكة بيلوبا بشكل مزمن قد يساهم في تحسين "المرونة الذهنية" لدى النساء الأكبر سنًا واللواتي يعانين من ضعف معرفي واضح. في المقابل، لم يُظهر تناول مزيج من الجنكو بيلوبا والزنجبيل أي تأثير على الذاكرة أو الأداء المعرفي.
كما أظهرت بعض الدراسات أن مكملات ديهيدرو إيبي أندروستيرون قد تساعد في تحسين الأداء المعرفي لدى النساء اللواتي يعانين من أعراض التشوش الذهني بعد انقطاع الطمث، لكنها لا تعطي فائدة تذكر للنساء السليمات من الناحية المعرفية. ولا تزال هناك حاجة إلى دراسات طويلة المدى لتقييم فعالية هذا الهرمون ودوره في تحسين الوظائف المعرفية.

#### تمارين رياضية
أثبتت الدراسات أن ممارسة التمارين البدنية بانتظام قد تساهم في الوقاية من أعراض التشوش الذهني المرتبط بمرحلة ما بعد انقطاع الطمث؛ حيث أظهرت الأبحاث وجود علاقة بين النشاط البدني وانخفاض معدلات تدهور الوظائف المعرفية، في حين أن نمط الحياة الخامل ارتبط بزيادة معدلات التدهور المعرفي لدى النساء في هذه المرحلة.

#### علاج ذهني-جسدي
أثبتت الدراسات أن العلاجات الذهنية-الجسدية قد تحقق فوائد للنساء اللواتي يعانين من أعراض ما بعد انقطاع الطمث، بما في ذلك القصور المعرفي. وتشمل هذه العلاجات كلًا من اليقظة الكاملة، والتنويم المغناطيسي، واليوغا، حيث تساهم في تقليل أعراض الأرق والاكتئاب والهبات الساخنة، ما ينعكس إيجابياً على الأداء المعرفي.

## قراءة إضافية
- Rao، Y.S.؛ Mott, N.N.؛ Wang, Y.؛ Chung, W.C.؛ Pak, T.R. (2013). "MicroRNAs in the aging female brain: a putative mechanism for age-specific estrogen effects". Endocrinology. ج. 154 ع. 8: 2795–2806. DOI:10.1210/en.2013-1230. PMC:3713211. PMID:23720423.
- Shafin، N.؛ Zakaria, R.؛ Hussain, N.H.؛ Othman, Z. (2013). "Association of oxidative stress and memory performance in postmenopausal women receiving estrogen progestin therapy" (PDF). Menopause. ج. 20 ع. 6: 661–666. DOI:10.1097/GME.0b013e31827758c6. PMID:23715378. S2CID:8308339. مؤرشف من الأصل (PDF) في 2023-11-15.
- Epperson، C.N.؛ Sammel, M.D.؛ Freeman, E.W. (2013). "Menopause effects on verbal memory: findings from a longitudinal community cohort". Journal of Clinical Endocrinology and Metabolism. ج. 98 ع. 9: 3829–3838. DOI:10.1210/jc.2013-1808. PMC:3763981. PMID:23836935.
- Sherwin، Barbara B.؛ Miglena Grigorova (2011). "Differential effects of estrogen and micronized progesterone or medroxyprogesterone acetate on cognition in postmenopausal women". Fertility and Sterility. ج. 96 ع. 2: 399–403. DOI:10.1016/j.fertnstert.2011.05.079. PMC:4838455. PMID:21703613.
- Epperson، C.N.؛ Amin, Z.؛ Ruparel, K.؛ Gur, R.؛ Loughead, J. (2012). "Interactive effects of estrogen and serotonin on brain activation during working memory and affective processing in menopausal women". Psychoneuroendocrinology. ج. 37 ع. 3: 372–382. DOI:10.1016/j.psyneuen.2011.07.007. PMC:3226892. PMID:21820247.
- Hampson، Elizabeth؛ E.E. Morley (2013). "Estradiol concentrations and working memory performance in women of reproductive age". Psychoneuroendocrinology. ج. 38 ع. 12: 2897–2904. DOI:10.1016/j.psyneuen.2013.07.020. PMID:24011502. S2CID:22284223.
- Hunter، Myra S.؛ Joseph Chilcot (2013). "Testing a cognitive model of menopausal hot flushes and night sweats". Journal of Psychosomatic Research. ج. 74 ع. 4: 307–312. DOI:10.1016/j.jpsychores.2012.12.005. PMID:23497832.